# Queensland Rugby League

Logo de la Queensland Rugby League.

La Queensland Rugby League (QRL) est l'instance qui gère le rugby à XIII dans le Queensland (Australie). La QRL est membre de l'Australian Rugby League.

## Histoire
Rapidement après Sydney et la Nouvelle-Galles du Sud, les dissidents rejoignent Brisbane et la Queensland. Jack Fihelly (futur ministre travailliste australien), un international de XV sera le premier contact.
Au début 1908, quelques joueurs en conflit avec la Queensland Rugby Union décident de jouer le nouveau rugby. L'un d'entre eux, Simon Bowland envoya quelques convocations aux futurs prometteurs joueurs du nouveau rugby : Georges Watson, Jack O'Connor, Mickey Dore, Buck Buchanan, Alf Faulmer et bien entendu Jack Fihelly. Ce dernier est chargé dans le plus grand secret, de mettre en place les bases du néo-rugby à Brisbane. Le 28 mars 1908, la QRL est créée. Les contacts de Jack Fihelly avec le néo-zélandais Baskerville aboutirent rapidement. De retour en Angleterre, les All Golds s'arrêtent à Brisbane. Le samedi 16 mai 1908, la rencontre Queensland - Nouvelle-Zélande se déroule à Brisbane. 
Le Parti travailliste australien (Australian Labor Party) soutiendra le développement du rugby à XIII dans le Queensland, car celui-ci subvenait aux besoins des joueurs, donc des travailleurs.
En mai 1909, North Brisbane, Toombull, Valley, South Brisbane et Milton seront les premiers clubs qui disputeront le premier championnat du Queensland.
Aujourd'hui, la QRL administre les divers championnats régionaux et les Queensland Maroons.

## Les principaux championnats régionaux
- La Queensland Cup, principale compétition du Queensland créée en 1996.
- La FOGS Cup & FOGS Colts Challenge, division en dessous de la Queensland Cup.
- Foley Shield, compétition du North Queensland.